# Рубченко Іван Костянтинович
Іван Костянтинович Рубченко (1901, місто Сулін, тепер місто Красний Сулін Ростовської області, Російська Федерація — розстріляний 1937) — український радянський діяч, відповідальний секретар Кадіївського райкому КП(б)У, 1-й секретар Ровеньківського міськкому КП(б)У Донецької області. Член Ревізійної Комісії КП(б)У в червні 1930 — січні 1934 р.

## Біографія
Здобув початкову освіту.
Член РКП(б) з 1918 року.
Перебував на відповідальній партійній роботі в Донбасі.
На початку 1930-х років — відповідальний секретар Кадіївського районного і міського комітетів КП(б)У Донецької області.
До 1937 року — 1-й секретар Ровеньківського міського комітету КП(б)У Донецької області.
1937 року заарештований органами НКВС. 25 серпня (2 вересня) 1937 року засуджений до страти, розстріляний. Посмертно реабілітований у 1957 році.